# Laboratorio di scienze della terra
Il Laboratorio di scienze della terra, poi denominato MuST – Museo di scienze e del territorio è una struttura museale didattica ed espositiva, attiva dal 1987, promossa dal comune di Spoleto. Custodisce la collezione del naturalista spoletino conte Francesco Toni (1824 - 1892), dal 2000 il fondo Albino Frongia (1910-1999) e dal 2019 la collezione di Bernardino Ragni. Insieme al Museo delle miniere di Morgnano, realizzato nel 2009, fa parte dell'Ecomuseo geologico minerario di Spoleto.
Dopo un lungo periodo di chiusura e dopo lavori e interventi per la realizzazione di un nuovo allestimento, il museo viene inaugurato e aperto al pubblico nel febbraio 2023, con un nuovo nome: Museo di scienze e del territorio.

## Storia
Il Laboratorio nasce nel 1987 da un progetto didattico rivolto ai giovani, portato avanti da Bruno Mattioli professore di Scienze del Liceo Scientifico "A. Volta" di Spoleto e geologo esperto; lo scopo è favorire la conoscenza degli elementi presenti nella Terra come monti, fiumi, vulcani, grotte, paesaggi, rocce, fossili e minerali attraverso la valorizzazione della Collezione Toni.

### Collezione Toni
(Spoleto, 26 marzo 1888. Gli Accademici)
Nel 1867 il conte Francesco Toni viene a sapere che in Italia, come in altre nazioni, si sta costituendo un comitato per formare la carta geologica italiana. I professori Albert Oppel, Giuseppe Ponzi, Karl Alfred von Zittel e Francesco Masi hanno l'incarico di esaminare i territori limitrofi, ma nessuno si occupa dell'Appennino spoletino. Pur non avendo competenze specifiche in merito, Toni decide di rendersi utile e di acquisire le necessarie cognizioni. Inizia così a studiare e a esplorare i monti d'intorno, raccoglie i primi fossili, ammoniti, ecc. Subito viene preso dalla febbre del collezionista, sostenuta da finalità didattiche.
In poco tempo la raccolta cresce rapidamente grazie all'aiuto di raccoglitori locali, di conoscenti e di cultori della materia. Riceve materiali in dono, altri ne acquista, sia singoli pezzi, sia intere collezioni. L'intensa attività di ricerca lo mette in contatto con molti geologi e studiosi dell'epoca, come Mario Canavari, Antonio Verri, Giuseppe Meneghini, Dante Pantanelli, Ludovico Foresti, Giuseppe Terrenzi, Roberto Lawley, Francesco Coppi, Giuseppe Bellucci, ecc. 

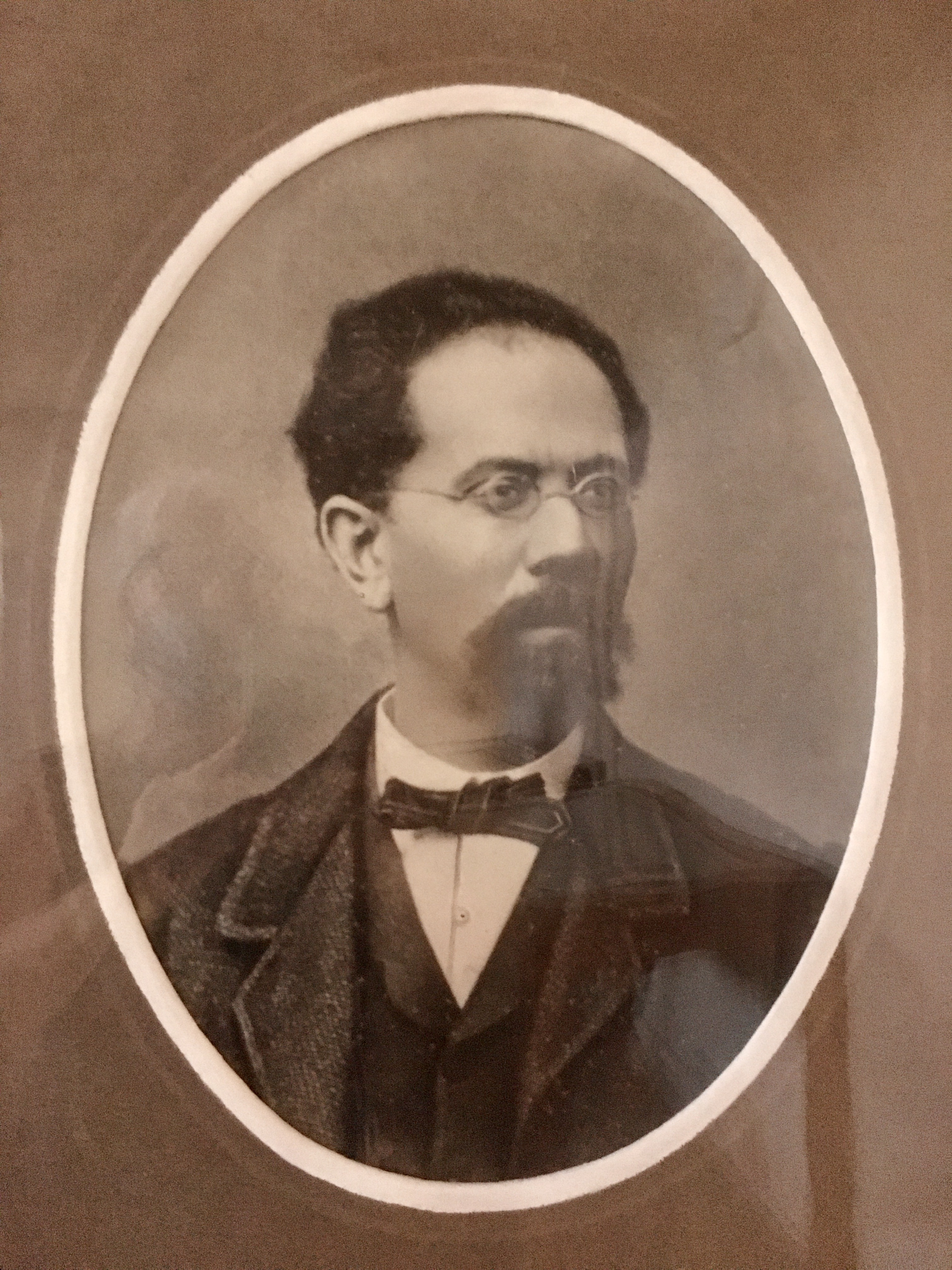
Il conte Francesco Toni

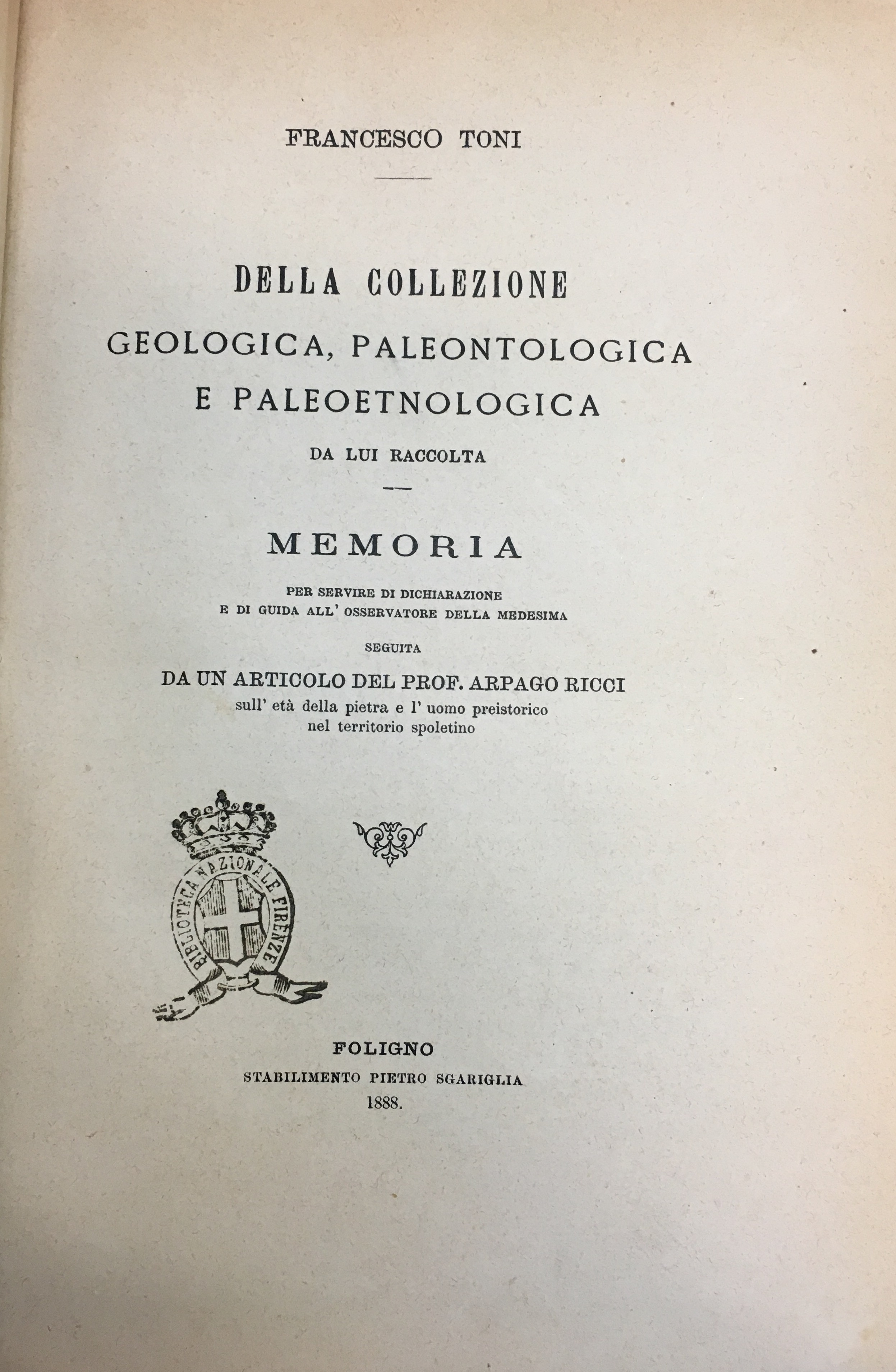
Testo di Francesco Toni del 1888

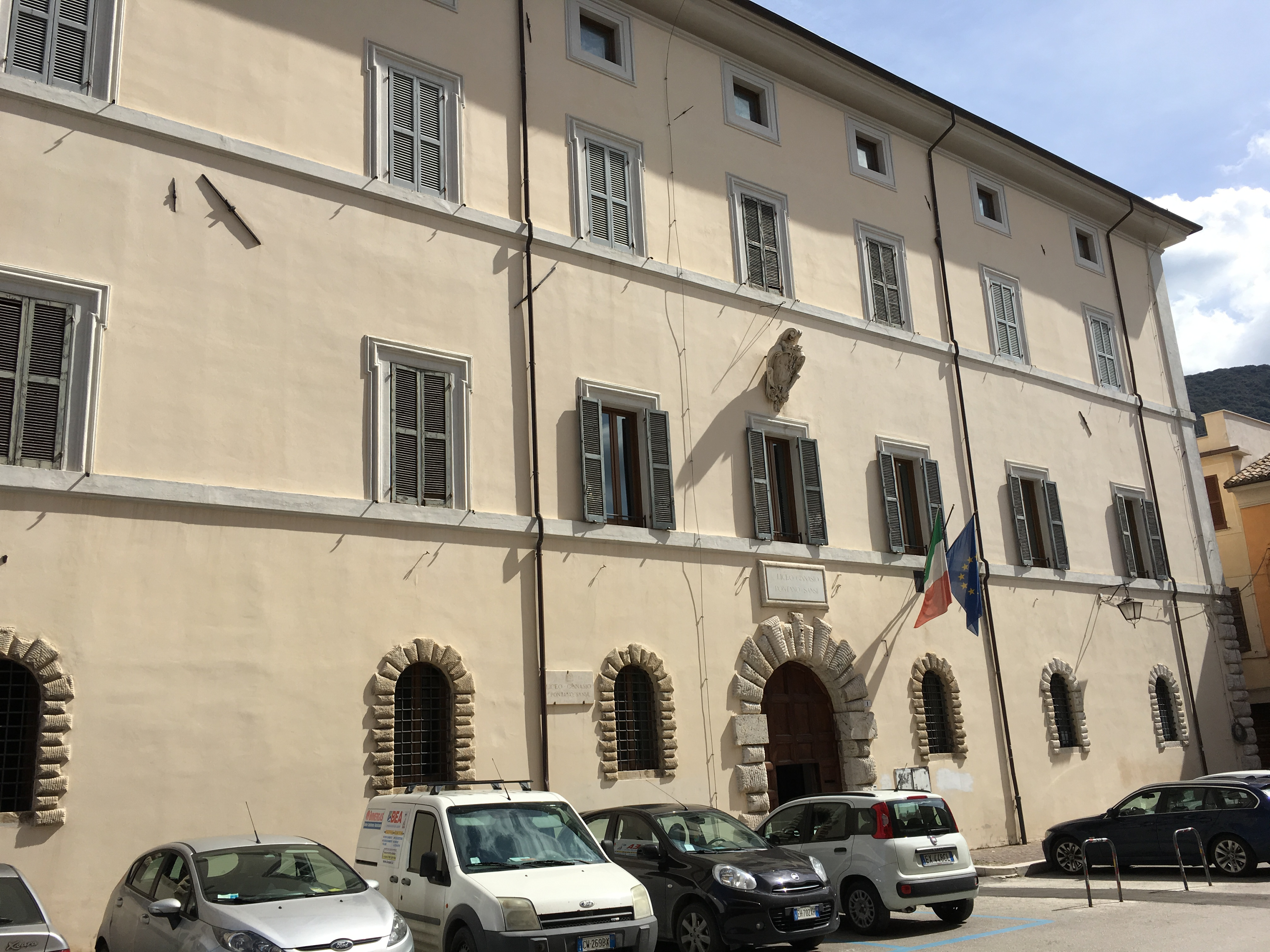
Palazzo Toni

Oltre ai dintorni di Spoleto, il conte spinge le proprie ricerche in varie parti d'Italia e del mondo. 
La collezione diventa di notevole interesse scientifico, tra le più ricche e importanti dell'Umbria, composta da reperti geologici, paleoetnologici e dentrologici, in tutto circa 6500 pezzi tra rocce, fossili, minerali, manuali, carte geologiche e documenti, raccolti tra il 1867 e il 1892, anno della sua morte.
Egli stesso compila un parziale catalogo della collezione geologica, paleontologica e paleoetnologica, pubblicato nel 1888; lo arricchisce l'anno successivo con la collezione mineralogica. (Un catalogo generale sarà compilato nel 1929 da Ettore Santi (1882 - 1966)).
Il conte espone tutto nei locali del piano nobile del proprio palazzo, il Palazzo Toni, dal 1926 sede del liceo classico Pontano-Sansi; con la denominazione "Museo di scienze naturali di Spoleto" è segnalato sulle guide turistiche dell'800 e del '900. Ugo Ojetti, di origini spoletine, da giovane ha occasione di visitare l'esposizione con la guida del conte stesso, e ne scrive nel libro di memorie: Ricordi di un ragazzo romano - Note di un viaggio tra la morte e la vita.
Dopo un lungo periodo di abbandono e oblio, successivo alla morte di Toni, e dopo gravi perdite dovute alla totale mancanza di controllo, la collezione viene acquistata dal Consorzio Bonificazione Umbra che successivamente la dona al Comune; negli anni settanta viene trasferita presso villa Redenta, dove avviene una prima catalogazione.
Dopo alterne vicende, dopo un periodo in cui la Collezione è stata conservata presso il Liceo Scientifico "A. Volta", nel 1999 al Laboratorio viene assegnata una sede definitiva presso alcuni locali del complesso di San Matteo, accanto all'Archivio di Stato. Qui può iniziare l'attività a pieno regime e la Collezione Toni ne diviene l'elemento centrale, grazie al grande contributo fornito dal prof. Mattioli che ne è stato direttore per più di 15 anni. Attualmente (2017), a seguito dell'affidamento dell'attività didattica e scientifica alla IntGeoMod srl (ex spin-off del Dipartimento di Fisica e Geologia dell'Università di Perugia), il Laboratorio è in fase di ristrutturazione e riorganizzazione dell'allestimento.

### Fondo Albino Frongia
Dal 2000 il Laboratorio accoglie anche il fondo Albino Frongia, donato dagli eredi alla Comunità montana dei Monti Martani e del Serano di Spoleto. Contiene materiale relativo alle miniere lignifere situate nel territorio dei comuni di Todi, Montecastrilli, Acquasparta, Baschi, Massa Martana, Gualdo Cattaneo, Giano dell'Umbria, Cerveteri e altre miniere laziali. Contiene inoltre riviste specializzate del settore minerario raccolte tra il 1927 e il 1991, atti di convegni, documentazione e appunti personali.

### Fondo Bernardino Ragni
La biblioteca e i materiali scientifici raccolti da Ragni dagli anni Settanta fino al 2018, interamente catalogati dopo la sua scomparsa, sono stati affidati dalla famiglia al Comune di Spoleto in comodato d'uso e sono custoditi ed esposti nel museo. 

## Descrizione
Gli spazi dispongono di attrezzature per attività didattica laboratoriale e di attrezzature informatiche per elaborazioni multimediali.
Il museo è suddiviso in diverse sezioni tematiche che consentono di illustrare rocce e fossili distinti per ere geologiche, elementi etnografici dell'era Neozoica, minerali e marmi.
Secondo l'indice del catalogo 1929 la raccolta risulta così suddivisa:
- Collezione generale geopaleontologica e paleontologica delle rocce e dei relativi fossili (raggruppa rocce e fossili distinti per ere e periodi geologici; comprende 2762 voci di catalogo)
- Collezioni speciali che comprendono numerose piccole collezioni come:
  - Collezione di molluschi univalvi di Spoleto e dintorni
  - Piccola collezione dei pesci del Trasimeno e dei corsi d'acqua tra Spoleto e Trevi
  - Collezioni speciali paleontologiche e geognostiche delle Alpi e della Lombardia orientale
  - collezione Modenese
  - collezione Senese
  - collezione Bolognese
  - collezione del Chianciano
  - collezione Xilografica locale
- Collezione degli oggetti etnografici dell'Era neozoica, un tempo costituita da 123 pezzi comprendenti statuine bronzee, reperti fittili, utensili in pietra e in osso, elementi in gran parte andati dispersi
- Collezione generale mineralogica, costituita da numerosi campioni di minerali e marmi; comprende 798 voci di catalogo
- Collezioni speciali minerarie, come quella proveniente dalle miniere di rame di Valle Imperina, contenuta in una valigetta, un piccolo museo tascabile